# هارولد ليفين (ملحن)
هارولد ليفين (بالإنجليزية: Harold Levin)‏ هو ملحن أمريكي، ولد في 13 مارس 1956.

## وصلات خارجية
- هارولد ليفين على موقع ميوزك برينز (الإنجليزية)